# Austromegabalanus psittacus
Austromegabalanus psittacus ist eine Art aus der Teilklasse der Rankenfußkrebse, welche an den Küsten von Chile und dem südlichen Peru vorkommt. In diesen Gegenden trägt das Tier den spanischen Trivialnamen Picoroco. Die bewohnten Biotope liegen im Litoral im gezeitenbeeinflussten Bereich felsiger Ufer. Die ausgewachsene Größe liegt bei etwa 30 Zentimetern, das Tier besitzt eine mit Kalzit mineralisierte Schale.

## Beschreibung
Austromegabalanus psittacus ist ein großer sessiler Rankenfußkrebs, der in Gruppen auf harten Substraten lebt. Er trägt eine große, konusförmige Schale aus zwölf Einzelplatten, welche aus Calcit-Mikrokristallen in einer Protein-Matrix bestehen. Mit seiner Fußplatte heftet sich das Tier fest auf dem Substrat an; die ausgewachsene Größe liegt üblicherweise bei etwa 30 Zentimetern. Wie bei Rankenfußkrebsen üblich, gibt es an der Oberseite eine von einem Operculum verschließbare Öffnung, aus der die thoracalen Beine, bei den Cirripedia als Cirri bezeichnet, herausragen. Der Körper trägt gedämpfte Farben mit purpurnen und braunen Zeichnungen.

## Biologie
Austromegabalanus psittacus zeigt simultanen Hermaphroditismus. Einzelne Individuen werden durch einen von benachbart sitzenden Artgenossen herübergeschobenen dünnen Schlauch mit Samenflüssigkeit versorgt. Die Eier werden innerhalb der Schale für etwa 3 bis 4 Wochen, bis zum Schlupf, bebrütet. Die geschlüpften Naupliuslarven sind dann für etwa 45 Tage freischwimmend und Teil des Planktons. Innerhalb dieser Zeit machen sie insgesamt sechs Larvenstadien durch, das letzte wird als Cypris-Larve bezeichnet. Diese (Cyprid-)Larven sind etwa 1 Millimeter lang und lassen sich auf dem Meeresboden nieder, üblicherweise in der Nähe anderer Rankenfußkrebse. Oft ist diese Nachbarschaft so eng, dass regelrechte Hügel entstehen, während die Krebse heranwachsen. Geschieht dies, so wandeln sich die kalkigen Füße der Tiere zu einer deutlich poröseren, zylindrischen Struktur, die von den Hartschalen überkront wird. Dabei sind die innen wachsenden Individuen etwa zwei Mal so hoch wie die am Außenrand. Die Populationsdichte in solchen Ansammlungen kann bei über 1000 Individuen je Quadratmeter liegen; mit dieser Fähigkeit zur Bildung von massierten Populationen hat die Art kompetitive Vorteile in der Biotopbesiedlung und Platznutzung gegenüber anderen Rankenfußkrebsen.

## Lebensraum
Die Art wird entlang der Küsten von Chile und Peru im Litoral und Felsenwatt angetroffen. Die größten Populationen sind aus der Los-Lagos-Region (Chile) bekannt; für den menschlichen Verzehr werden Bestände hauptsächlich in/vor Calbuco, Maullín und Puerto Montt befischt.

## Verwendungen
Dieser Rankenfußkrebs ist Teil der traditionellen chilenischen Küche. Sein Fleisch ist sehr gefragt und eine der Zutaten im chilenischen Gericht Curanto, welches aus unterschiedlichen Meeresfrüchten zubereitet wird. Traditionell geschieht das in einem großen, mit heißen Steinen erhitzten Topf, moderne Kochverfahren nutzen konventionell beheizte Gefäße.
Überfischung hat die zur Entnahme verfügbaren Bestände an Austromegabalanus psittacus reduziert. Der Populationsabnahme soll mit einer Aquakultur an Chiles Küsten entgegengewirkt werden, außerdem wird über eine Einführung der Art in Japan nachgedacht.